# Athyrium sanjappae
Athyrium sanjappae är en majbräkenväxtart som beskrevs av Fraser-jenk. Athyrium sanjappae ingår i släktet Athyrium och familjen Athyriaceae. Inga underarter finns listade.